# Hagenheim (Rain)
Hagenheim ist ein Gemeindeteil der Stadt Rain  im Landkreis Donau-Ries (Regierungsbezirk Schwaben, Bayern). Das Dorf gehört zur Gemarkung Wallerdorf.

## Geographie
Hagenheim liegt südöstlich von Rain auf der Hochfläche des Unteren Lechrains der Aindlinger Terrassentreppe. Naturräumlich gehört es also zur Donau-Iller-Lech-Platte, die wiederum Teil des Alpenvorlandes ist, eine der naturräumlichen Haupteinheiten Deutschlands.
Hagenheim befindet sich in der Gemarkung des nördlichen Nachbarortes Wallerdorf und liegt inmitten des Dreiecks Wallerdorf, Reicherstein und Bergendorf. Durch Hagenheim verläuft die Kreisstraße DON 34 von Wallerdorf nach Holzheim (Landkreis Donau-Ries).

## Geschichte
Der Name bedeutet so viel wie Heim des Hagano bzw. Heim des Hagen.
Als -heim-Ort wurde Hagenheim wahrscheinlich zwischen 600 und 650 nach Christus durch Baiern gegründet.
Als Ort wird Hagenheim erstmals im Wittelsbacher Herzogsurbar von 1280 unter Amt Rain erwähnt. Danach besaßen die Wittelsbacher Herzöge einen Hof in Hagenhaim.
Bis zum 1. Juli 1972 gehörte Hagenheim als Gemeindeteil von Wallerdorf zum Landkreis Neuburg an der Donau und fiel dann mit der Gebietsreform in Bayern an den Landkreis Donau-Ries, der bis zum 1. Mai 1973 die Bezeichnung Landkreis Nördlingen-Donauwörth trug. Am 1. Januar 1975 wurde die Gemeinde Wallerdorf in die Stadt Rain eingegliedert.

## Baudenkmäler

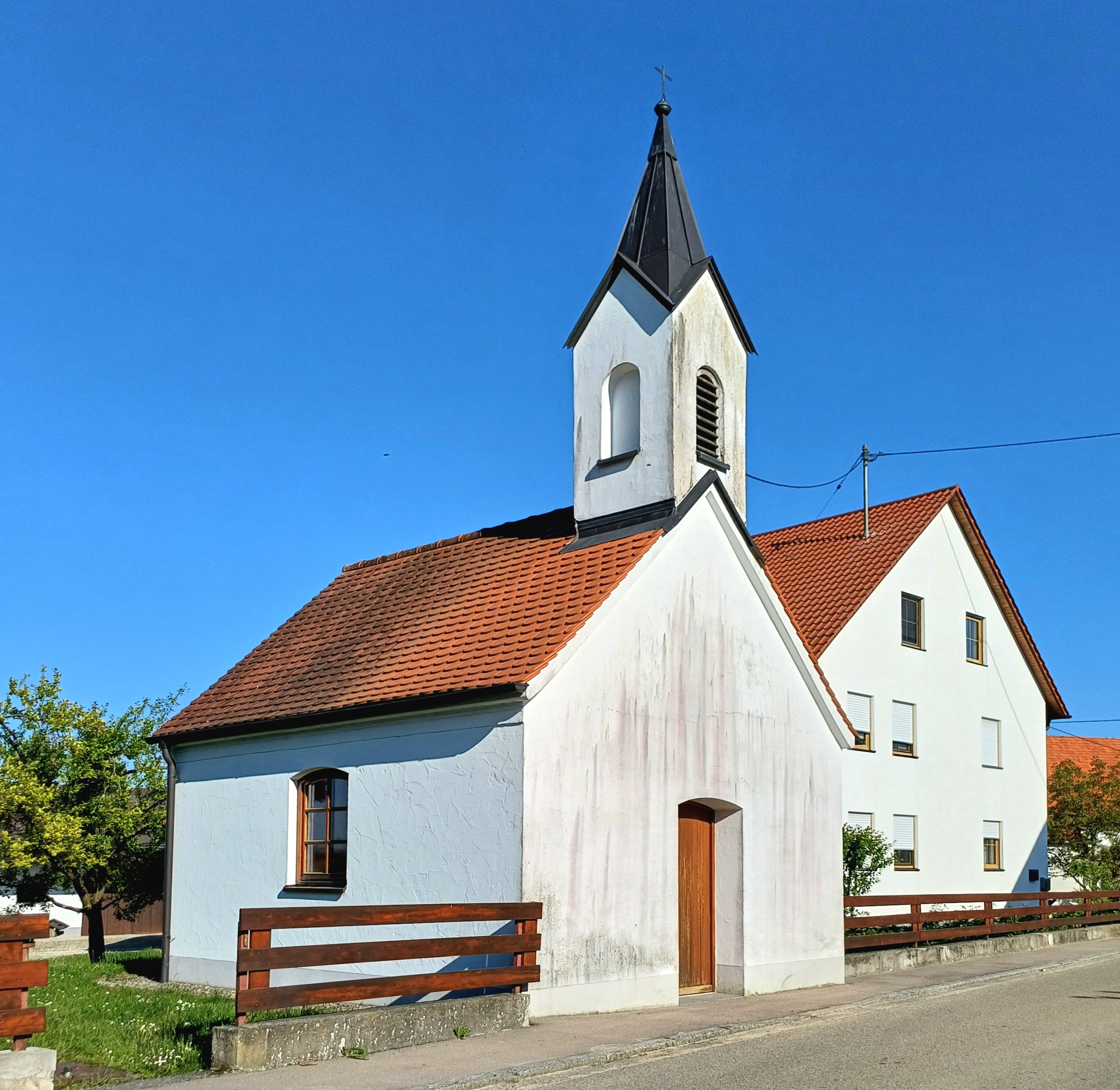
Marienkapelle

In die amtliche Denkmalliste sind zwei Objekte eingetragen:
- Ehemaliges Bauernhaus, Bergendofer Straße, 1870
- Katholische Marienkapelle, Bergendofer Straße 7, 2. Hälfte 19. Jahrhundert